# هايدوك سبليت

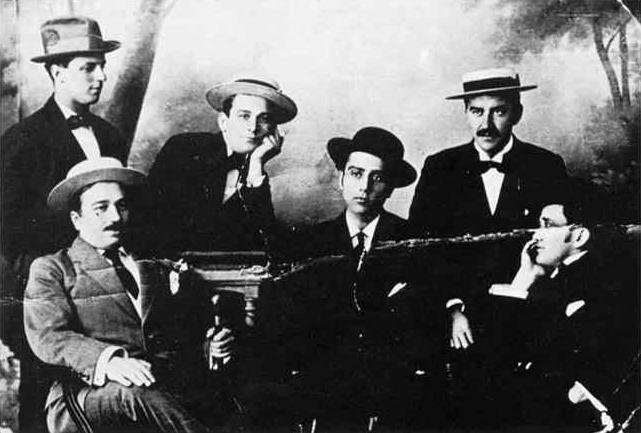
الأعضاء المؤسسون لهايدوك سبليت

نادي هايدوك سبليت الكرواتي لكرة القدم (بالكرواتية: Hrvatski nogometni klub Hajduk Split) هو نادي كرة قدم كرواتي ويقع مقره في سبليت، كرواتيا. تم تأسيسه يوم 13 فبراير 1911. الغريم التقليدي للفريق هو دينامو زغرب.

## وصلات خارجية
- الموقع الرسمي